# قادرآباد (آختاچی)
قادرآباد روستایی در دهستان آختاچی بخش مرکزی شهرستان بوکان استان آذربایجان غربی ایران است.

## جمعیت
بر پایه سرشماری عمومی نفوس و مسکن در سال ۱۳۹۵ جمعیت این روستا ۷۳ نفر (۲۴خانوار) بوده‌است.